# Ravine Bacadore
La ravine Bacadore ou Bacadère, également nommée ravine Bouliqui ou Mon Chéri, est un cours d'eau de Grande-Terre en Guadeloupe se jetant dans la Rivière Salée aux Abymes.

## Géographie
Long de 15,9 km, le cours d'eau prend sa source à environ 120 mètres d'altitude sur le territoire de Sainte-Anne, près du morne l'Escade qui est le point culminant de Grande-Terre. Il constitue sur quelques centaines de mètres la frontière entre les communes du Gosier et des Abymes, dont il traverse ensuite une grande partie du territoire, passe au nord de Pointe-à-Pitre pour se jeter dans la rivière Salée, qui est un bras de mer séparant la Grande-Terre de la Basse-Terre. 

## Hydrographie
Son bassin versant et son activité font l'objet d'une surveillance par la DEAL Guadeloupe, en conséquence des risques d'inondation qu'elle peut présenter. En effet le cours d'eau, prenant naissance dans la région des Grands Fonds caractérisée par des vallées encaissées à fonds plats, peut connaître des crues assez violentes lors de précipitations exceptionnelles. Et c'est pour protéger les zones urbaines traversées par la ravine qu'un barrage a été aménagé à hauteur de la section de Petit Pérou.